# Nørre Rangstrup Herred

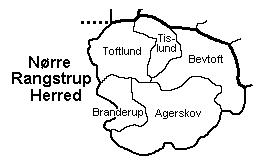
Nørre Rangstrup Herred

Nørre Rangstrup Herred was een herred in het voormalige Haderslev Amt in Denemarken. Oorspronkelijk was de herred deel van het hertogdom Sleeswijk. In 1864 werd het deel van de Pruissische provincie Sleeswijk-Holstein. Na het referendum van 1920 werd het Deens. In 1970 werd het gebied deel van de nieuwe provincie Zuid-Jutland.
De herred was verdeeld in vijf parochies. Vier hiervan maken tegenwoordig deel uit van het bisdom Ribe, Bevtoft ligt in het bisdom Haderslev.
- Agerskov
- Bevtoft
- Branderup
- Tirslund
- Toftlund